# Domiševina
Domiševina (en serbe cyrillique : Домишевина) est un village de Serbie situé dans la municipalité de Brus, district de Rasina. Au recensement de 2011, il comptait 64 habitants.

## Démographie
| 1948 | 1953 | 1961 | 1971 | 1981 | 1991 | 2002 | 2011 |
| ---- | ---- | ---- | ---- | ---- | ---- | ---- | ---- |
| 200  | 229  | 270  | 230  | 163  | 147  | 104  | 64   |

|  |